# Sörgården och Byn
Sörgården och Byn var en av SCB avgränsad och namnsatt småort i Härnösands kommun, Västernorrlands län. Den omfattade bebyggelse i byarna Sörgården och Byn i Stigsjö socken. Klassningen som småort upphörde 2005 och sedan dess existerar ingen bebyggelseenhet med detta namn